# Ed Benes
José Edilbenes Bezerra (Alto Santo, 20 de novembro de 1972), mais conhecido pelo pseudônimo Ed Benes, é um quadrinista brasileiro que atua principalmente no mercado norte-americano.

## Biografia
Ed Benes começou sua carreira nos quadrinhos em 1993, quando foi convidado pelo quadrinista norte-americano Neal Adams para ilustrar a revista Samuree, da Continuity Comics. A partir daí Benes começou a trabalhar para o mercado norte-americano de quadrinhos, produzindo seu trabalho diretamente de Limoeiro do Norte, interior do Ceará. Benes fez parte da chamada "segunda geração" de artistas brasileiros que começaram a produzir para as principais editoras de quadrinhos dos Estados Unidos.
A opção pelo pseudônimo "americanizado" ocorreu em uma época em que havia uma preocupação dos editoras para que os nomes dos artistas não soassem muito latinos para os leitores norte-americanos (por exemplo, um dos primeiros artistas brasileiros a fazer sucesso nos Estados Unidos, Deodato Borges Filho, assumiu o pseudônimo de Mike Deodato Jr., pelo qual acabou se tornando mais conhecido).
Benes trabalhou em diversos títulos, tais como Gen¹³, Thundercats, X-Men, Iron Man, Glory e Codename: Knockout. Em 2003, assinou um contrato de exclusividade com a DC Comics após ter ilustrado diversas revistas dos selos WildStorm, Vertigo e Universo DC, com destaque para a série regular da Supergirl. Inicialmente com duração de dois anos, o contrato foi renovado diversas vezes.
Seu trabalho de maior destaque foi em 2006, quando assumiu os desenhos do gibi regular da Liga da Justiça que, com 135 mil exemplares vendidos, tornou-se a revista mais vendida dos Estados Unidos então. A revista, que passava por uma completa reformulação à época, tinha roteiros de Brad Meltzer.
Em 2007, Benes fundou em Limoeiro do Norte o Estúdio Ed Benes, que funciona como escola de artes e também como estúdio profissional, selecionando talentos dentre os alunos de desenho para agenciar no mercado norte-americano.
Benes participou, em 2011, do álbum MSP Novos 50: Mauricio de Sousa Por 50 Novos Artistas, terceiro volume de uma série de livros no qual artistas brasileiros foram convidados a elaborar histórias em que fizeram uma releitura dos personagens clássicos de Mauricio de Sousa.
Em 2017, Ed Benes lançou no Brasil o quadrinho autoral Nina e Ariel através de financiamento coletivo pela plataforma Catarse. O gibi veio a partir de uma ideia que Benes desenvolveu em 2004 com essas personagens, duas mulheres sensuais, uma ruiva e uma loira, que vivem em um mundo pós-apocalíptico e vivem diversas aventuras, geralmente usando pouca ou nenhuma roupa. Desde 2004, pin-ups das personagens apareciam regularmente em na internet, mas apenas em 2017 que Benes conseguiu desenvolver a primeira edição da revista com o mesmo enredo que criara inicialmente.

## Prêmios e indicações
Em 2007, Ed Benes foi finalista do prêmio Eagle Awards de melhor capa por sua ilustração para a revista Justice League of America #1, lançada no ano anterior. Em 2010 e 2013, o artista foi finalista do Troféu HQ Mix de destaque internacional, que tem como objetivo premiar os artistas brasileiros que têm trabalhos publicados originalmente no exterior.
Em 2016, Benes ganhou o Prêmio Al Rio de destaque internacional.